# Hrvatska Kostajnica

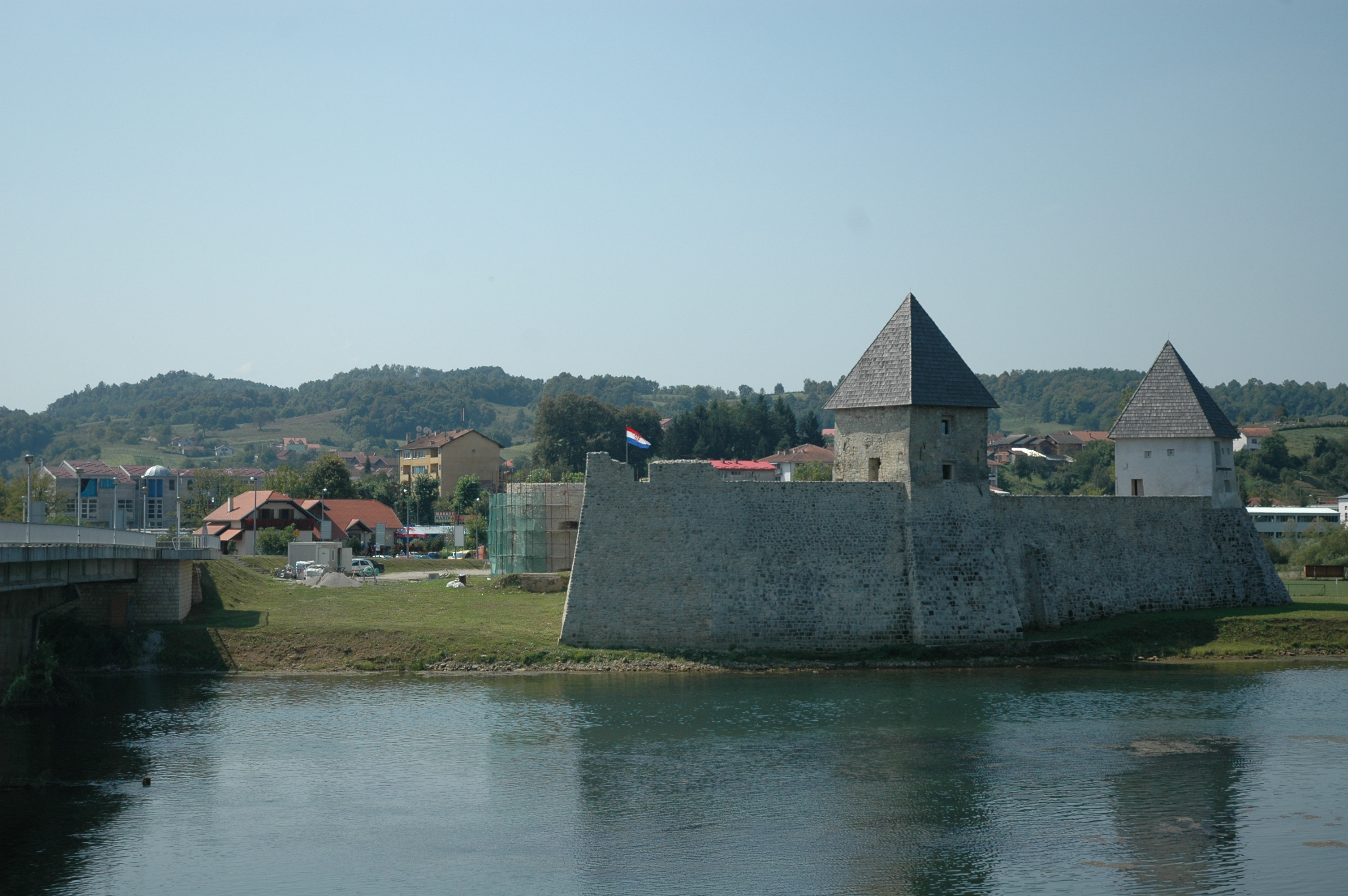
rzeka Una i zamek Frankopanów; z lewej most drogowy, a zaraz za nim – zabudowania przejścia granicznego HR/BiH

Hrvatska Kostajnica (serb. Хрватска Костајница) – miasto w Chorwacji, w żupanii sisacko-moslawińskiej, siedziba miasta Hrvatska Kostajnica. Jest położona nad rzeką Una, niespełna 90 km na południowy zachód od Zagrzebia i ok. 40 km na południowy zachód od Sisaka. Na przeciwnym brzegu rzeki leży bośniackie miasto Kostajnica. W 2011 roku liczyła 2127 mieszkańców.
W mieście znajduje się średniowieczny zamek rodzin Frankopanów i Zrinskich.
W przeszłości obie części miasta nosiły wspólną nazwę:
- 1240: Koztanicha
- 1258: Kozstanicha
- 1272: Kaztanicha
- 1351: Coztanycha
- 1362: Costanice
- 1600: Castanowiz

W okresie zależności Chorwacji i Bośni od Austro-Węgier używano niemieckiej nazwy Castanowitz.
Po wojnie w Chorwacji tak ustalono ostateczny przebieg granicy chorwacko-bośniackiej, że łączący oba brzegi rzeki most drogowy oraz zamek należą do Chorwacji. Do nazwy chorwackiej części dawnego miasta Kostajnica dodano określenie Hrvatska, bowiem bośniaccy Serbowie używali po tej wojnie nazwy „Kostajnica” wobec tylko swojej (południowej) części podzielonego miasta.